# Leucania camuna
Leucania camuna là một loài bướm đêm trong họ Noctuidae.